# Góra Apteka
Góra Apteka – skaliste wzgórze na Wyżynie Częstochowskiej, w obrębie wsi Podlesice w województwie śląskim, w powiecie zawierciańskim, w gminie Kroczyce. Na mapie Geoportalu opisane jest jako Koźnica. Ma wysokość 449 m i jest drugim co do wysokości wzniesieniem po sąsiedniej Górze Zborów. Należy do tzw. Skał Podlesickich włączonych w obszar specjalnej ochrony Ostoja Kroczycka.
Całe wzniesienie porasta las sosnowy, ale w jego szczytowych partiach są skaliste turnie zwane Ruskimi Skałami, a grzbiet jest odkryty, porośnięty skalnymi, trawiastymi i krzewiastymi murawami kserotermicznymi. Dzięki temu jest dobrym punktem widokowym. Wzgórze jest dobrze widoczne z Góry Zborów, spod Zamku w Morsku i wielu miejsc na drogach.
Przez wzgórze Apteka prowadzi znakowany szlak turystyczny, omijający jednak Ruskie Skały znajdujące się po jego wschodniej stronie. Można do nich dojść nieznakowaną ścieżką. Skały te są jednym z miejsc uprawiania wspinaczki skalnej

## Piesze szlaki turystyczne
Szlak Orlich Gniazd: Góra Janowskiego – Podzamcze – Karlin – Żerkowice – Morsko – Góra Zborów – Zdów-Młyny – Bobolice – Mirów – Niegowa. Odcinek: Podlesice (przy drodze z Podlesic do Kotowic) – Góra Sowia –  Apteka – Zamek w Morsku